# 石田勝範
石田 勝範（いしだ かつのり、1949年3月6日 - 2024年10月30日）は、日本の作曲家・編曲家。福岡県遠賀郡芦屋町出身。中央大学法学部卒。かつては石田かつのり、いしだかつのりの名義を使うこともあった。
1970年代から多くのテレビドラマの音楽を手掛けている。自ら作曲せず、編曲のみ行った作品もある。

## 音楽担当作品

### テレビ
- 西部警察（1979年）※宇都宮安重との共作。映像には編曲者としてクレジットされているが、一部の曲は自ら作曲している。
- 笑ってる場合ですよ!（1980年）
- 女捜査官（1982年）
- OKAWARI-BOY スターザンS（1984年）
- トランスフォーマー ザ☆ヘッドマスターズ（1987年）
- キテレツ大百科（1987年）
- 魁!!男塾（1988年）※作曲：菊池俊輔
- トランスフォーマー 超神マスターフォース（1988年）
- いきなりダゴン（1988年）
- 戦え!超ロボット生命体 トランスフォーマーV（1989年）
- 君たちがいて僕がいる（1992年）
- 君のためにできること（1992年）
- 29歳のクリスマス（1994年）
- 100億の男（1995年）
- ビーファイターカブト（1996年）※挿入歌の作曲も担当している。
- みにくいアヒルの子（1996年）
- ビーロボカブタック（1997年）
- チョコレート革命（1999年）
- 最後のストライク（2000年）
- 陰陽師☆安倍晴明〜王都妖奇譚〜（2002年）
- 大奥（2003年）
- 愛するために愛されたい（2003年）
- あなたの隣に誰かいる（2003年）
- 大奥〜第一章〜（2004年）
- 大奥〜華の乱〜（2005年）
- 積木くずし真相 〜あの家族、その後の悲劇〜（2005年）
- 不信のとき〜ウーマン・ウォーズ〜（2006年）
- 大奥スペシャル〜もうひとつの物語〜（2006年）
- 山おんな壁おんな（2007年）
- 33分探偵（2008年）
- 帰ってくるのか!? 33分探偵 六郎小学生（2009年）
- 帰ってこさせられた33分探偵（2009年）
- 親父の一番長い日（2009年）
- メグたんって魔法つかえるの?（2012年）
- 裁判長っ!おなか空きました!（2013年）
- 新解釈・日本史（2014年）
- 大奥〜最凶の女〜（2016年）
- 大奥〜悲劇の姉妹〜（2016年）
- 松本清張スペシャル かげろう絵図（2016年）
- ザ・ブラックカンパニー（2018年）
- 婚外恋愛に似たもの（2018年）
- 大奥最終章（2019年）
- FLY! BOYS,FLY!僕たち、CAはじめました（2019年）

### 映画
- 青春の門 筑豊編（1981年東映）
- 大奥（2006年東映）
- 旅立ち〜足寄より（2008年）編曲
- 妖魔伝 レザレクション(畫皮II)（2012年中国映画）
- TAICHI/太極 ゼロ（太極1從零開始）（2012年中国映画）
- TAICHI/太極 ヒーロー（太極2英雄崛起始）（2012年中国映画）
- 一角钱拯救世界(2018年中国アニメ映画）
- 武出天地（2018年中国映画）

### ビデオ
- ビーロボカブタック クリスマス大決戦!!（1997年）
- テツワン探偵ロボタック&カブタック 不思議の国の大冒険（1998年）

### CM
- オノデンボーヤの唄（1977年）
- フジッコ「ふじっ子のお豆さん」（1978年）
- 永谷園「麻婆春雨」　（1980年）
- 永谷園「お茶づけ海苔」（1983年）

### 舞台
- 大奥（2007年）

## 編曲
- 石原裕次郎
  - みんな誰かを愛してる（1979年、『西部警察』主題歌）
- 五木ひろし
  - 夜風（1979年）
  - 若狭美浜音頭（1979年）
  - 美浜町民の歌（1979年）
- 内田裕也
  - 無礼講（1979年）
- 影山ヒロノブ
  - ロンリーナイト（1981年）
- 草川祐馬
  - さすらいのジョニー
- 倉田まり子
  - 恋はAmi Ami（1981年）
- 佐々木功
  - デイドリーム（1982年）
- スラップスティック
  - スラップスティック・モロ・GSのテーマ
  - 愛の鎖
  - 好きだよオンリー・ユー
  - りんりん電話
  - 蒼い渚
  - HOREGIMI
  - 潮騒にのせて…
  - バラの贈りもの
  - 想い出のメリージェーン
  - 愛のリメンバー
- 塚越孝
  - つかちゃん音頭
- 東京キッドブラザース
  - 哀しみのキッチン（1979年）
- 西村協
  - 黄昏（1985年）
- 少年隊
  - まいったネ 今夜（1989年）
  - キッチン!（1989年）
  - 独り祭りの夜に（1989年）
  - 君は不思議（1989年）
  - ダーティー・ヒーロー（1989年）
  - 恋はいつも（1989年）
  - Let's Fight（1989年）
  - Season（1989年）
  - お探しのパラダイス（1989年）
  - 星も見えない夜（1990年）
  - Let’s Go to Tokyo（1990年）
- 田野崎文
  - ハナビラユキ（2006年）
- フォーリーブス
  - 踊り子（1976年）
  - ハートブレイク急行（1976年）
  - 宇宙のファンタジー（1978年）
  - THE END -思いがけず出会ったら-（1978年）

### アニメ、特撮、教育番組
- ひらけ!ポンキッキ（1973年）
  - タヌキのあかちゃん（歌：鹿島ヒデヤ）
- 超人機メタルダー（1987年）
  - 星からの手紙（挿入歌 歌：ダ・カーポ）
  - ネバーギブアップ（挿入歌 歌：茅弘二）
- トランスフォーマー ザ☆ヘッドマスターズ（1987年）
  - ザ・ヘッドマスターズ（オープニングテーマ 歌：影山ヒロノブ）
  - 君はトランスフォーマー（エンディングテーマ 歌：影山ヒロノブ）
  - TRANSFORM!（挿入歌 歌：影山ヒロノブ）
  - 臆病者同盟（挿入歌 歌：影山ヒロノブ）
  - 立て! 怒りのヘッドマスター（挿入歌 歌：影山ヒロノブ）
  - 宇宙には国境がない（挿入歌 歌：影山ヒロノブ）
  - デストロン讃歌（挿入歌 歌：影山ヒロノブ）
  - 宇宙に架かる虹（挿入歌 歌：影山ヒロノブ/野口郁子）
- 仮面ライダーBLACK（1987年）
  - 激走! 二大マシン（挿入歌 歌：五十嵐寿也）
  - ゴールへ向かって走れ（挿入歌 歌：五十嵐寿也）
  - 仮面ライダーBLACK〜星のララバイ〜（挿入歌 歌：五十嵐寿也）
  - BLACK ACTION（挿入歌 歌：五十嵐寿也）
  - ブラックホール・メッセージ（挿入歌 歌：五十嵐寿也）
  - 変身! ライダーブラック（挿入歌 歌：五十嵐寿也）
  - オレの青春（挿入歌 歌：倉田てつを）
  - レッツファイト・ライダー（挿入歌 歌：五十嵐寿也）
- 冥王計画ゼオライマー（1988年）
  - 紅のロンリネス（主題歌 歌：山形ユキオ）
  - I LOVE YOU 愛してる（主題歌 歌：山形ユキオ）
- じゃあまん探偵団 魔隣組（1988年）
  - ジゴマIII世（挿入歌 歌：宮内タカユキ）
  - サブマリン・マーチ（挿入歌 歌：森の木児童合唱団）
  - 救ってジゴマ（挿入歌 歌：橋本潮）
  - 気軽にシリアス（挿入歌 歌：本間勇輔、朝川ひろこ）
  - マリンのハート（挿入歌 歌：Waffle）
- トランスフォーマー 超神マスターフォース（1988年）
  - 小さな勇士〜ヘッドマスターJRのテーマ〜（挿入歌 歌：山本百合子、冬馬由美、江森浩子）
  - スーパージンライのテーマ（挿入歌 歌：五十嵐寿也）
  - See See シーコンズ（挿入歌 歌：平野正人）
  - 宇宙の支配者・デビルZ（挿入歌 歌：五十嵐寿也）
- 仮面ライダーBLACK RX（1988年）
  - 運命の戦士（挿入歌 歌：宮内タカユキ）
  - 黒い勇者（挿入歌 歌：倉田てつを）
  - すべては君を愛するために（挿入歌 歌：宮内タカユキ）
  - 永遠のために君のために（挿入歌 歌：水木一郎）

※資料によっては「戦場のライダーRX」「激進RX」の2曲も石田の編曲とされているが、これは間違いである（作曲の渡辺宙明が編曲も担当している）。
- 戦え!超ロボット生命体 トランスフォーマーV（1989年）
  - トランスフォーマーV（ビクトリー）（オープニングテーマ 歌：茅弘仁、森の木児童合唱団）
  - サイバトロンばんざい（エンディングテーマ 歌：こおろぎ'73、森の木児童合唱団）
- トランスフォーマーZ（1990年）
  - トランスフォーマーZ（ゾーン）のテーマ（オープニングテーマ 歌：水木一郎）
  - 未来（あした）の君へ（エンディングテーマ 歌：水木一郎）
- 炎の闘球児 ドッジ弾平（1991年）
  - SHOOTIN' THE DESTINY（挿入歌 歌：関俊彦）
  - 炎の闘球部応援歌（挿入歌 歌：徳垣とも子 with HOLD ME隊）
- クッキングパパ（1992年）
  - ハッピーハッピーダンス（オープニングテーマ 歌：YASU）
  - パパは何でも知っている（エンディングテーマ 歌：佐々木真里）
- 南国少年パプワくん（1992年）
  - んばば・ラブソング（オープニングテーマ 歌：TOME）
  - 気分はパプワ晴れ（エンディングテーマ 歌：つのごうじ、ピタゴラス）
- 忍者戦隊カクレンジャー（1994年）
  - 出たぞ! 隠大将軍!!（挿入歌 歌：影山ヒロノブ）
  - 無敵将軍、只今参上!（挿入歌 歌：宮内タカユキ）
- 重甲ビーファイター（1995年）
  - 重甲ビーファイター（オープニングテーマ 歌：石原慎一）
  - 地球孝行（エンディングテーマ 歌：石原慎一）
  - 出撃!ビートマシン（挿入歌 歌：石原慎一）
  - この星のためならば（挿入歌 歌：石原慎一）
  - 今こそ勝利を（挿入歌 歌：石原慎一）
  - 進め!昆虫戦士（挿入歌 歌：石原慎一）
  - しあわせはいつも遅れてくるから（挿入歌 歌：石原慎一）
  - 戦士たちよ（挿入歌 歌：石原慎一）
  - 戦え!!メガヘラクレス（挿入歌 歌：石原慎一）
- 超城合体タメノブーンV（2016年　テーマソング　歌：水木一郎）

## プロデュース
- 佐々木功
  - アルバム「DAY DREAM」（1982年）
- 鈴木慶江
  - アルバム「フィオーレ」（2002年）（共同プロデュース）